# برتا هیل (ویرجینیای غربی)
برتا هیل (به انگلیسی: Bertha Hill) یک منطقهٔ مسکونی در ایالات متحده آمریکا است که در شهرستان مونونگالیا، ویرجینیای غربی واقع شده‌است. برتا هیل ۲۸۱٫۰۳ متر بالاتر از سطح دریا واقع شده‌است.